# 타이 퍼시픽 항공
타이 퍼시픽 항공은 태국의 항공사로 2003년에 설립해 방콕 ~ 시드니 국제선 노선을 운항했다. 그러나 설립한지 1년도 지나지 않아 2004년에 파산하게 되었고 운항이 중지되고 말았다. 2006년에 사업에 실패한 민간 항공 부서가 철수했다.

## 보유 기종

### 보잉
- 보잉 747-200 1대